# Departament Dowodzenia Ogólnego Ministerstwa Spraw Wojskowych
Departament Dowodzenia Ogólnego Ministerstwa Spraw Wojskowych (DDO MSWojsk) - organ pracy I wiceministra spraw wojskowych w  II Rzeczypospolitej.
Departament Dowodzenia Ogólnego zajmował się pokojową organizacją wojska i jego wyszkoleniem. Odpowiadał za organizację bezpieczeństwa wojsk i obronę przeciwlotniczą i przeciwgazową. Administrował stanami osobowymi i przygotowywał regulaminy wojskowe.

## Formowanie i zmiany organizacyjne
Departament Dowodzenia Ogólnego został utworzony na podstawie zarządzenia L. 3978/Tjn. Org. w sprawie zmian w organizacji Ministerstwa Spraw Wojskowych z 30 października 1934 roku i rozkazu wykonawczego z 14 grudnia 1934 roku. Departament powstał na bazie dotychczasowego Biura Ogólno Organizacyjnego Ministerstwa Spraw Wojskowych.
Skład osobowy departamentu w latach 1935-1936
- szef departamentu
- Wydział I Ogólny
- Wydział II Organizacji Wyszkolenia
- Wydział III Obrony Przeciwlotniczej

W styczniu 1937 roku Wydział III Obrony Przeciwlotniczej został przeniesiony do Dowództwa Obrony Przeciwlotniczej Ministerstwa Spraw Wojskowych.
W marcu 1937 roku z Gabinetu Ministra Spraw Wojskowych wyłączono Wydział Bezpieczeństwa i włączono w skład departamentu.
W lutym 1938 roku został zorganizowany Wydział Psychologiczno-Wychowawczy.
Skład osobowy departamentu w latach 1938-1939
- szef departamentu
- zastępca szefa departamentu
- Wydział Ogólny
- Wydział Wyszkolenia
- Wydział Bezpieczeństwa
- Wydział Studiów
- Wydział Psychologiczno-Wychowawczy
- Samodzielny Referat ds. Mniejszości Narodowych

## Obsada personalna departamentu
Szefowie biura i departamentu
- ppłk SG Teodor Furgalski (31 VII 1926 – III 1927)
- ppłk dypl. piech. Alojzy Horak (XII 1929 – VI 1933)
- ppłk dypl. piech. Karol Hodała (VI 1933 – 1934)
- płk dypl. piech. Witold Wartha (II 1935 - 10 IX 1939 → zastępca dowódcy Grupy „Stryj”)
- płk dypl. piech. Andrzej Liebich (10 – 17 IX 1939)

Zastępcy szefa departamentu
- ppłk dypl. piech. Karol Hodała (1934 – XI 1935)
- płk dypl. piech. Andrzej Liebich (24 III 1937 - 10 IX 1939 → szef departamentu)

Obsada personalna departamentu w marcu 1939
- szef departamentu - płk dypl. piech. Witold Wartha
- zastępca szefa departamentu - płk dypl. piech. Andrzej Liebich
- szef Wydziału Ogólnego - ppłk dypl. art. Włodzimierz Onacewicz (20 IX 1937 - 18 IX 1939)
- szef Wydziału Wyszkolenia - ppłk dypl. piech. Stefan Koeb (do IX 1939 → zastępca szefa sztabu Dowództwa Obrony Warszawy)
- szef Wydziału Bezpieczeństwa - ppłk dypl. piech. Henryk Konas
- szef Wydziału Studiów - ppłk dypl. piech. Józef Matecki
- szef Wydziału Psychologiczno-Wychowawczego - ppłk dypl. piech. Władysław Bieńkowski †1940 Charków[6]
- kierownik Samodzielnego referatu do Spraw Mniejszości Narodowych - mjr dypl. Zygmunt Szatkowski
- kierownik referatu budżetowego - mjr int. Stanisław Piotr Maryńczak
- kierownik referatu rezerw - mjr dypl. kaw. Stanisław Kostkiewicz
- kierownik referatu - mjr dypl. piech. Władysław Dec (do 10 IX 1939 → kwatermistrz Grupy „Stryj”)
- kierownik referatu - mjr piech. Eugeniusz Wiktor Dębczyński
- kierownik referatu - mjr piech. Stefan Kalenkowski
- kierownik referatu ogólnego - mjr dypl. piech. Józef Michał Perzyński (do IX 1939)
- kierownik referatu – mjr piech. Józef Piesowicz †9–11 IV 1940 Katyń[7]
- kierownik referatu – mjr dypl. piech. Zygmunt Szatkowski
- kierownik referatu – mjr piech. Wiktor Sztompka
- kierownik referatu – mjr dypl. kaw. Wacław Kamionko
- kierownik referatu – mjr kaw. Władysław Wojakowski
- kierownik referatu – mjr dypl. kaw. mgr  Wacław III Zatorski
- kierownik referatu – mjr art. Jan II Stenzel
- kierownik referatu – mjr adm. (piech.) Adam Alojzy Adamski
- kierownik referatu – mjr adm. (piech.) Witold I Górecki
- kierownik referatu – mjr adm. (piech.) Alojzy Łukasz Stanisławowicz
- kierownik referatu – mjr adm. (kaw.) Witold Stanisław Michorowski
- kierownik referatu – mjr adm. (sap.) inż. Józef Stanisław Ciepielowski
- kierownik referatu – kpt. piech. Kazimierz Jan Żeglicki
- kierownik referatu – kpt. art. Jan Stefan Buchowiecki †1940 Charków[8]
- kierownik referatu – kpt. dypl. art. Mieczysław Feliks Petecki
- kierownik referatu – kpt. adm. (piech.) Eustachy  Idzikowski
- referent – kpt. adm. (piech.) Szymon Gorczyński †1940 Charków[9]
- referent – kpt. adm. (piech.) Juliusz Eugeniusz Niemczewski
- referent – kpt. adm. (piech.) Stanisław Dajczak
- referent – kpt. adm. (piech.) Władysław Słodkiewicz